# Alex Wunnink

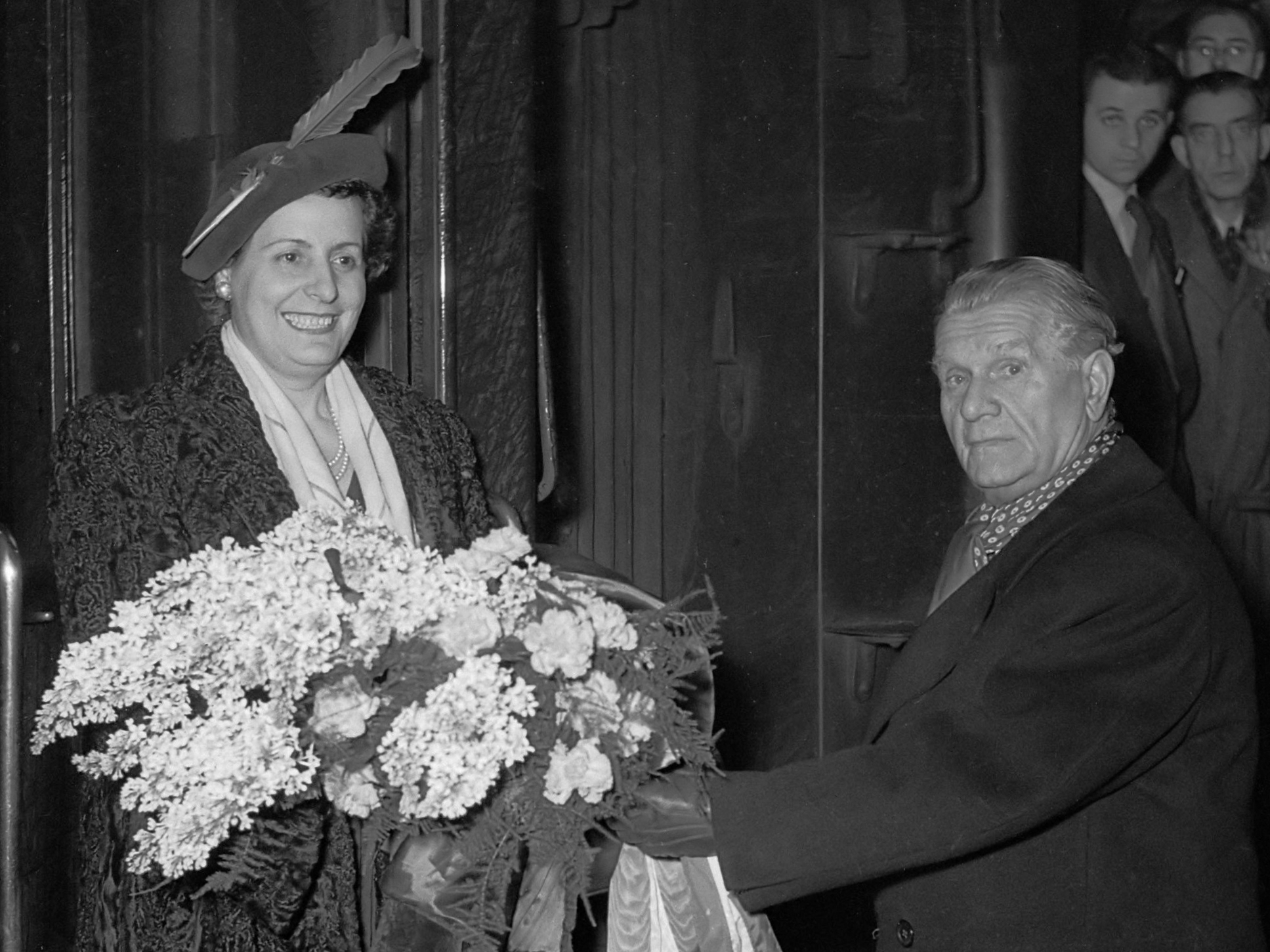
Sara Scuderi en Alex Wunnink (1952)

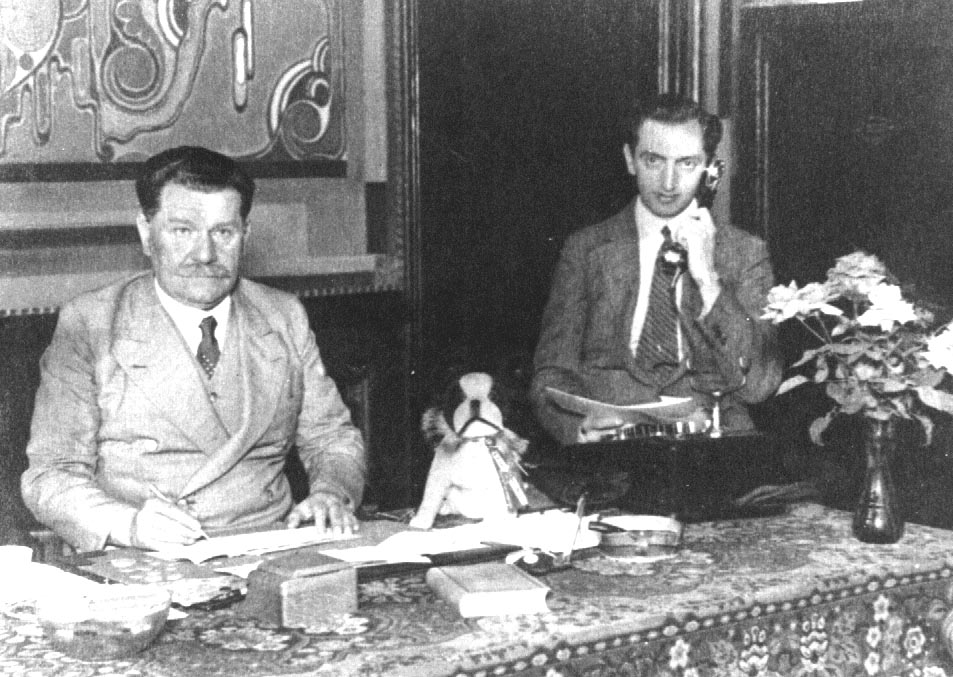
Directeur Alex Wunnink (links) samen met zijn assistent Louis Dekker in Carré in 1929. Het hondje op het bureau was een cadeau van de diva Beppie de Vries vanwege de 'sprekende gelijkenis'

Alexander Emile (Alex) Wunnink (Amsterdam, 9 februari 1877 – aldaar, 14 augustus 1953) was een Nederlands theaterdirecteur. Hij was directeur van Koninklijk Theater Carré van 1928 tot 1953.

## Privé
Hij trouwde in Amsterdam op 13 juli 1905 met Kaatje Jacobsen (1876-1937). Zij was een dochter van Alexander Lorentius Jacobsen en Jantje Harjer. Uit het huwelijk werden drie kinderen geboren: dochter Maria (1907-1918), zoon Alexander Lourentius (Alex, 1909-1936) en zoon Karel Wunnink. Na het overlijden van zijn eerste echtgenote hertrouwde Wunnink in 1950 met Esther (Els) de Jong (1912-1997).

## Loopbaan
Wunnink had in zijn jeugd geen geld om te studeren en werkte in een suikerfabriek. 's Avonds studeerde hij aan de avondschool en in 1905 trad hij in dienst bij de belastingdienst waar hij de functie van deurwaarder en later verificateur bekleedde. Na een reorganisatie kwam hij in 1927 op straat te staan, maar vond hij al snel een nieuwe baan bij het Paleis voor Volksvlijt. Vanuit die functie werd Wunnink in 1928 gevraagd om de schuldenlast van theater Carré van 800.000 gulden op te lossen. Hij wist een faillissement te voorkomen en werd door de nieuwe raad van beheer tot directeur van Carré benoemd. Samen met Louis Dekker 'de man achter de schermen' stond hij aan de basis van het artistieke en commerciële succes van Carré in de jaren 30. Na zijn overlijden in 1953 werd hij als directeur opgevolgd door zijn zoon Karel Wunnink.

## Verwijzingen
1. ↑  Trouwakte 27 reg. 2E Amsterdam
2. ↑  Krantenartikel, krant en datum onbekend